# Brian Campbell
Brian Wesley Campbell (Strathroy-Caradoc, 23 maggio 1979) è un ex hockeista su ghiaccio canadese.

## Biografia
Nei primi anni di carriera ha giocato con Elgin-Middlesex Chiefs, Petrolia Jets e Ottawa 67's. In seguito ha indossato le maglie di Rochester Americans (1998-2000, 2000/01, 2001/02), Buffalo Sabres (1999/2000, 2000/01, 2001-2004, 2005-2008), Jokerit (2004/05), San Jose Sharks (2007/08), Chicago Blackhawks (2008-2011, 2016/17) e Florida Panthers (2011-2016).
A livello di National Hockey League ha conquistato la Stanley Cup (2010), il Clarence S. Campbell Bowl (2010) e a titolo individuale il Lady Byng Memorial Trophy (2012).
Ha annunciato il suo ritiro nel luglio 2017.